# رئاسة جيمس بوكانان
بدأت رئاسة جيمس بوكانان في 4 مارس 1857، عندما نصب جيمس بوكانان كرئيس 15 للولايات المتحدة، وانتهت في 4 مارس 1861. بوكانان، وهو ديمقراطي من ولاية بنسلفانيا، تولى منصب الرئيس الخامس عشر للولايات المتحدة بعد هزيمته. الرئيس السابق ميلارد فيلمور من الحزب الأمريكي، وجون فريمونت من الحزب الجمهوري في الانتخابات الرئاسية عام 1856.
رشح بوكانان من قبل الحزب الديمقراطي في مؤتمره لعام 1856، حيث هزم كل من الرئيس فرانكلين بيرس والسيناتور إلينوي ستيفن دوغلاس. على الرغم من خبرته الطويلة في الحكومة، لم يكن بوكانان قادرًا على تهدئة الأزمة الطائفية المتزايدة التي من شأنها أن تقسم الأمة في نهاية فترة ولايته. قبل توليه منصبه، ضغط بوكانان على المحكمة العليا لإصدار حكم واسع في قضية دريد سكوت ضد ساندفورد. على الرغم من أن بوكانان كان يأمل في أن يؤدي حكم المحكمة إلى إنهاء النزاع حول العبودية في المناطق، إلا أن دعم بوكانان للحكم أدى إلى نفور العديد من الشماليين. كما انضم بوكانان إلى زعماء الجنوب في محاولة الحصول على قبول كانساس في الاتحاد كدولة عبودية بموجب دستور ليكومبتون. في خضم الهوة المتزايدة بين دول العبودية والدول الحرة، ضرب الذعر عام 1857 الأمة، ما تسبب في فشل الأعمال على نطاق واسع وارتفاع معدلات البطالة.
استمرت التوترات حول العبودية حتى نهاية ولاية بوكانان. كان بوكانان قد وعد في خطابه الافتتاحي بالخدمة لفترة ولاية واحدة فقط، ومع الاضطراب الوطني المستمر بشأن العبودية وطبيعة الاتحاد، كان هناك توق عميق لقيادة جديدة داخل الحزب الديمقراطي. هزم المرشح الجمهوري أبراهام لنكولن، الذي كان يعمل على منصة مكرسة لإبقاء العبودية خارج جميع الأراضي الغربية، مرشح الحزب الديمقراطي والاتحاد الدستوري المنفصل جون بيل ليفوز بانتخابات عام 1860. ردًا على انتصار لينكولن، أعلنت سبع ولايات جنوبية انفصالها عن الاتحاد. رفض بوكانان مواجهة الدول المنفصلة بالقوة العسكرية، لكنه احتفظ بالسيطرة على حصن سمتر. ومع ذلك، في الشهرين الأخيرين، اتخذت إدارة بوكانان موقفًا أكثر صرامة مناهضًا للكونفدرالية، حيث استقال الجنوبيون. أعلن الرئيس أنه سيفعل كل ما في وسعه للدفاع عن حصن سمتر، وبالتالي حشد الدعم الشمالي. كان من بين القادة الرئيسيين المناهضين للكونفدرالية المدعي العام الجديد إدوين ستانتون ووزير الحرب الجديد جوزيف هولت. بلغت أزمة الانفصال ذروتها في اندلاع الحرب الأهلية الأمريكية بعد وقت قصير من ترك بوكانان منصبه. المؤرخون يدينونه لأنه لم يوقف انفصال الولايات الجنوبية أو تناول قضية العبودية. يُصنف باستمرار على أنه أحد أسوأ الرؤساء في التاريخ الأمريكي، وغالبًا ما يصنف على أنه أسوأ رئيس.

## انتخاب 1856
بعد فوز فرانكلين بيرس في الانتخابات الرئاسية لعام 1852، وافق بوكانان على العمل كسفير للولايات المتحدة لدى المملكة المتحدة. أدت خدمة بوكانان في الخارج إلى وضعه خارج البلاد بشكل ملائم بينما أثار الجدل حول قانون كانساس-نبراسكا الأمة. بينما لم يسع بوكانان علانية إلى ترشيح الحزب الديمقراطي للرئاسة عام 1856، إلا أنه اختار عمدًا عدم تثبيط الحركة نيابة عنه، وهو أمر كان في نطاق سلطته في العديد من المناسبات. اجتمع المؤتمر الوطني الديمقراطي لعام 1856 في يونيو 1856، وكتب برنامجًا يعكس إلى حد كبير آراء بوكانان، بما في ذلك دعم قانون العبيد الهاربين، ووضع حد للتحريض ضد العبودية، وصعود الولايات المتحدة في خليج المكسيك. تقدم بوكانان في الاقتراع الأول، مدعومًا بدعم أعضاء مجلس الشيوخ الأقوياء جون سليديل، وجيسي برايت، وجيمس أ.بايارد، الذين قدموا بوكانان كقائد متمرس يمكنه جذب الشمال والجنوب. سعى الرئيس بيرس والسيناتور ستيفن أ.دوغلاس أيضًا إلى الترشيح، ولكن اختير بوكانان كمرشح ديمقراطي للرئاسة في الاقتراع السابع عشر للمؤتمر. وانضم إليه على التذكرة الديمقراطية جون سي بريكنريدج من كنتاكي.
بحلول عام 1856، انهار الحزب اليميني، الذي كان لفترة طويلة المعارضة الرئيسية للديمقراطيين. لم يواجه بوكانان مرشحًا واحدًا فقط بل اثنين من المرشحين في الانتخابات العامة: ترشح الرئيس اليميني السابق ميلارد فيلمور كمرشح للحزب الأمريكي، بينما ترشح جون سي فريمونت كمرشح جمهوري. ركز الكثير من الخطاب الخاص للحملة على شائعات لا أساس لها بشأن فريمونت - الحديث عنه كرئيس يتولى مسؤولية جيش كبير من شأنه أن يدعم انتفاضات العبيد، واحتمال انتشار عمليات الإعدام خارج نطاق القانون على العبيد، وتهمس الأمل بين العبيد في الحرية والمساواة السياسية.
متمسكًا باتباع تقاليد العصر، لم يقم بوكانان بحملته الانتخابية، لكنه كتب رسائل وتعهد بدعم البرنامج الديمقراطي. في الانتخابات، حمل بوكانان كل ولاية عبودية باستثناء ماريلاند، بالإضافة إلى خمس ولايات حرة، بما في ذلك ولايته الأصلية بنسلفانيا. حصل على 45% من الأصوات الشعبية و174 صوتًا انتخابيًا، مقارنة بـ 114 صوتًا انتخابيًا لفريمونت و8 أصوات انتخابية لفلمور. جعله انتخاب بوكانان أول رئيس من ولاية بنسلفانيا وحتى عام 2021. في خطاب النصر، ندد بوكانان بالجمهوريين، ووصف الحزب الجمهوري بأنه حزب خطير وجغرافي هاجم الجنوب بشكل غير عادل. كما سيعلن الرئيس المنتخب بوكانان أن هدف إدارتي سيكون تدمير حزب طائفي، شمالي أو جنوبي، وإعادة الانسجام إلى الاتحاد في ظل حكومة وطنية ومحافظة.